# Kostryna
Kostryna (ukrainisch Кострина; russisch Кострина/Kostrina, slowakisch Kostrina oder Kostriny, ungarisch Csontos oder älter Kosztrina) ist ein Ort in der Oblast Transkarpatien in der westlichen Ukraine.

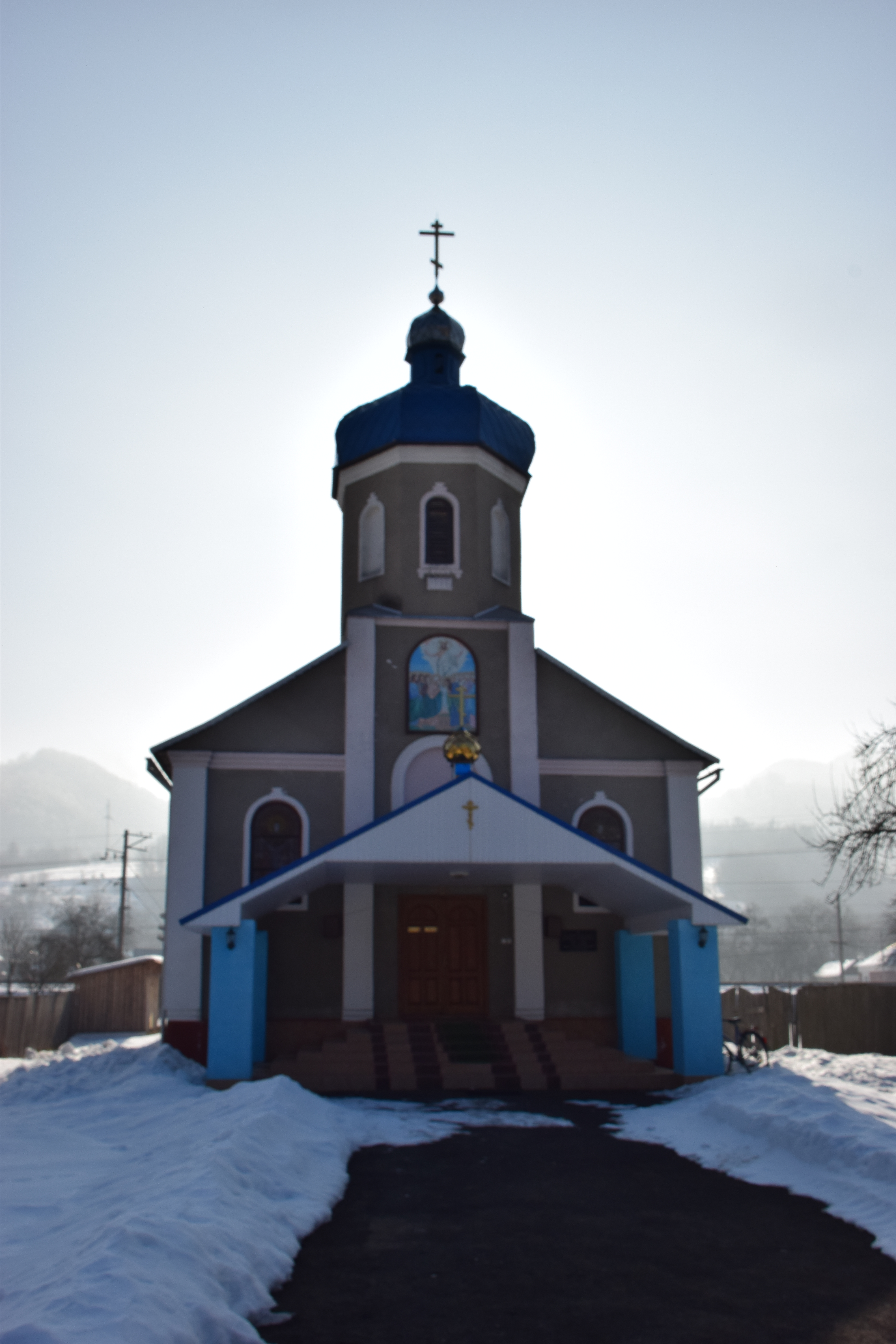
Kirche im Ort

Der Ort wurde 1549 zum ersten Mal schriftlich erwähnt und liegt im Tal am Oberlauf der Usch inmitten der Karpaten.
Bis 1919 gehörte der Ort zum Kaiserreich Österreich-Ungarn beziehungsweise Ungarn, danach als Teil der Karpato-Ukraine zur Tschechoslowakei. Mit der Annektierung kam er 1939–1945 wieder zu Ungarn, ab 1945 ist der Ort ein Teil der Ukrainischen Sozialistische Sowjetrepublik beziehungsweise seit 1991 Teil der Ukraine.
Am 12. Juni 2020 wurde das Dorf zusammen mit 5 umliegenden Dörfern zum Zentrum der neu gegründeten Landgemeinde Kostryna (Костринська сільська громада/Kostrynska silska hromada) im Rajon Uschhorod. Bis dahin bildete es zusammen mit dem Dorf Kostrynska Rostoka die Landratsgemeinde Kostryna (Костринська сільська рада/Kostrynska silska rada) im Rajon Welykyj Beresnyj.
Folgende Orte sind neben dem Hauptort Kostryna Teil der Gemeinde:
| Name                     | Name                | Name                                       | Name              | Name                | Name    |
| ukrainisch transkribiert | ukrainisch          | russisch                                   | slowakisch        | ungarisch           | deutsch |
| ------------------------ | ------------------- | ------------------------------------------ | ----------------- | ------------------- | ------- |
| Domaschyn                | Домашин             | Домашин (Domaschin)                        | Domašín, Domašina | Domafalva, Domasina | -       |
| Ljuta                    | Люта                | Люта                                       | Ľutá, Ľuta        | Havasköz            | -       |
| Kostrynska Rostoka       | Костринська Розтока | Костринская Розтока (Kostrinskaja Rostoka) | Roztoka           | Rosztoka            | -       |
| Sil                      | Сіль                | Соль (Sol)                                 | Soľ, Soľa         | Sóslak              | -       |
| Wyschka                  | Вишка               | Вышка                                      | Vyšká, Viška      | Viharos, Viska      | -       |